# Броненосні крейсери типу «Веттор Пізані»
Броненосні крейсери типу «Веттор Пізані» (італ. Classe Vettor Pisani, деколи Classe Carlo Alberto) — серія броненосних крейсерів Королівських ВМС Італії кінця XIX століття.

## Історія створення
Броненосні крейсери типу «Веттор Пізані» створювались як розвиток крейсера «Марко Поло» на основі доктрини «середземноморського» броненосного крейсера, який мав відносно слабке озброєння, але потужне бронювання. Проєкт крейсера був розроблений головним конструктором флоту Едоардо Маздеа.
Але у цей же час був розроблений проєкт нових крейсерів, значна частина яких будувалась на експорт. Оскільки експортні крейсери приносили значний дохід державі, будівництво крейсерів типу «Веттор Пізані» йшло повільно та тривало більше 6 років.

## Представники
| Назва                        | Верф                                                                 | Закладений         | Спущений на воду     | Вступив у стрій    | Доля                               |
| ---------------------------- | -------------------------------------------------------------------- | ------------------ | -------------------- | ------------------ | ---------------------------------- |
| Веттор Пізані Vettor Pisani  | «Regio Cantiere di Castellammare di Stabia», Кастелламмаре-ді-Стабія | 7 грудня 1892 року | 14 серпня 1895 року  | 1 квітня 1899 року | зданий на злам 2 січня 1920 року   |
| Карло Альберто Carlo Alberto | «Arsenale militare marittimo della Spezia», Ла-Спеція                | 1 лютого 1892 року | 23 вересня 1896 року | 1 травня 1898 року | зданий на злам 12 червня 1920 року |

## Конструкція

Схема крейсера типу «Веттор Пізані»

Порівняно з попередником крейсери типу «Веттор Пізані» мали суттєво більші розміри та водотоннажність. 
Конструктивно крейсери нагадували цитадельні броненосці. Вісім з дванадцяти 152-мм гармат головного калібру були розташовані у броньованій цитаделі всередині корпуса, а ще чотири - на верхній палубі, по кутах цитаделі. Таким чином у бортовому залпі брала участь половина гармат. Крім того, через відсутність вирізів у броні цитаделі бортові гармати не могли вести вогонь по носу та кормі.
Така конструкція, хоча й була вже застарілою, проте була технологічно простою та давала змогу забезпечити максимальний захист при мінімумі маси броні.
Крім гармат головного калібру, на крейсерах були встановлені чотири-шість 120-мм гармат, чотирнадцять 57-мм гармат, шість-вісім 37-мм гармат та  чотири 450-мм надводні торпедні апарати.
Бронювання крейсерів було серйозне та складалось з пояса уздовж всього корпусу корабля товщиною від 152 мм у центральній частині до 110 мм в носовій та кормовій частинах. Цитадель мала бронювання 152 мм, крім того, всередині неї для захисту артилеристів від осколків снарядів були встановлені поздовжня та поперечна перебірки товщиною 51 мм. Але недоліком було відсутність бронювання верху цитаделі.
Бойова рубка також мала бронювання товщиною 152 мм. Палуба мала товщину 37 мм, гарматні щити 120-мм гармат - 51 мм
Силова установка загалом була аналогічна до тієї, що встановлювалась на тогочасних броненосцях. В міделі розташовувалась парова машина потрійного розширення, а в носовій та кормовій частині розміщувались 4 вогнетрубні котли. Її потужність становила 13 000 к.с.. Але при форсуванні потужності до 13 219 к.с. лише «Карло Альберто» зміг розвинути швидкість у 19,1 вузлів. «Веттор Пізані» був прийнятий на озброєння зі швидкістю 18,6 вузлів.